# Млинівська районна рада
Млинівська районна рада — районна рада Млинівського району Рівненської області. Адміністративний центр — смт. Млинів.

## Склад ради
Загальний склад ради: 34 депутати.

### Голова
Харков Василь Родіонович.